# Clothoda nobilis
Clothoda nobilis is een insectensoort uit de familie Clothodidae, die tot de orde webspinners (Embioptera) behoort. De soort komt voor in Brazilië.
Clothoda nobilis is voor het eerst wetenschappelijk beschreven door Gerstäcker in 1888.